# Joan Carroll
Pour les articles homonymes, voir Carroll.
Joan Carroll, née Joan Marie Felt le 18 janvier 1931 à Elizabeth (New Jersey) aux États-Unis et morte le 16 novembre 2016 à Puerto Vallarta (Mexique), est une actrice américaine.
Elle fut un enfant acteur populaire dans les années 1930 et 1940.

## Biographie
Joan Marie Felt naît le 18 janvier 1931 de Wright, ingénieur, et de Freida Felt, pianiste renommée. Ses parents déménagent à Hollywood en 1936 pour bâtir une carrière cinématographique pour leur fille. Joan devient une excellente chanteuse et danseuse de claquettes à l'école de danse de Fanchon and Marco.
À l'âge de cinq ans, elle fait ses débuts au cinéma, en 1937, dans One Mile from Heaven. Son nom de scène est changé en Carol puis en Carroll.
Entre 1937 et 1940, elle joue des seconds rôles dans plusieurs films. Son grand succès est un drame de 1940, Le Lys du ruisseau (Primrose Path) : elle y incarne la sœur cadette de Ginger Rogers, et remporte un prix de la critique.
La même année, elle devient la première enfant star que Hollywood envoie à Broadway pour tenir le rôle principal, pendant deux années consécutives, dans une comédie musicale à succès, Panama Hattie de Cole Porter. Cela lui vaut un regain de popularité et une certaine attention de la presse. Un long article paru dans le magazine Life de mai 1941 prédisait que Joan Carroll serait la « prochaine Shirley Temple » et attestait son talent extraordinaire.
À son retour à Hollywood en 1942, elle devient l'actrice juvénile permanente du studio RKO Radio Pictures dans des grands films et des productions de série B. RKO lui donne un rôle principal au côté de Ruth Warrick dans deux comédies loufoques écrites spécialement pour elle : Obliging Young Lady (1942) et Petticoat Larceny (1943).
Devenue adolescente, elle continue de travailler dans des films mais moins fréquemment. Deux de ses films les plus mémorables datent de cette période : Le Chant du Missouri (Meet Me in St. Louis, 1944) où elle est la sœur de Judy Garland et de Margaret O'Brien, et Les Cloches de Sainte-Marie (The Bells of St. Mary's, 1945), dans lequel elle incarne, aux côtés de Bing Crosby et Ingrid Bergman, une adolescente en difficulté dont le père est inconnu.
En 1950, à l'âge de 19 ans, elle met fin à sa carrière au cinéma. L'année suivante, elle épouse James Joseph Krack et donne naissance à quatre enfants.
Joan Carroll meurt en 2016, à l'âge de 85 ans, près de sa maison à Puerto Vallarta, au Mexique.

## Filmographie

### Cinéma
- 1936 : Le Premier Né (The First Baby) de Lewis Seiler
- 1937 : One Mile from Heaven d'Allan Dwan : Sunny
- 1938 : Walking Down Broadway : Sunny Martin
- 1938 : L'Île des angoisses (Gateway) : un enfant (non crédité)
- 1938 : Two Sisters : Sally, enfant
- 1939 : Mr. Moto's Last Warning : Mary Delacour (créditée "Joan Carol")
- 1939 : La Tour de Londres (Tower of London) : Lady Mowbray (non crédité)
- 1939 : A Child Is Born : petite fille (non crédité)
- 1939 : Barricade (en) : Winifred Ward
- 1940 : Laddie : petite sœur Stanton
- 1940 : Le Lys du ruisseau (Primrose Path) : Honeybell
- 1940 : Anne of Windy Poplars : Betty Grayson
- 1942 : Obliging Young Lady : Bridget Potter (grand rôle)
- 1943 : Petticoat Larceny : Joan "Small Change" Mitchell (grand rôle)
- 1944 : Le Chant du Missouri (Meet Me in St. Louis) : Agnes Smith
- 1944 : Les Hommes de demain (Tomorrow the World) : Pat Frame
- 1945 : L'Horloge (The Clock) : la fille dans la gare Penn Station (non crédité)
- 1945 : Les Cloches de Sainte-Marie (The Bells of St. Mary's) : Patsy Gallagher
- 1950 : Second Chance (en) : l’infirmière Eva